# Korallsjukdomar

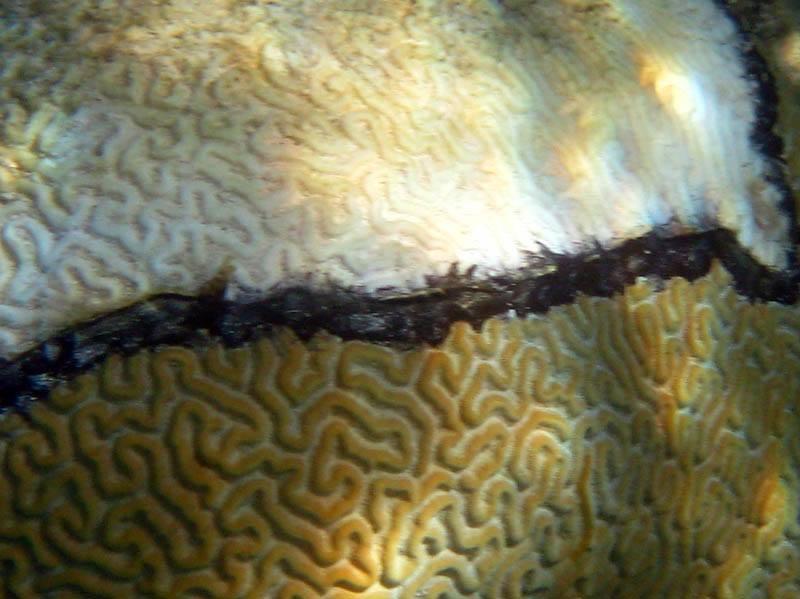
Sjukdomen black band disease (BBD) på stenkorallen Diploria labyrinthiformis i Karibiska havet.

Korallsjukdomar är sjukdomar som drabbar koraller och skadar korallernas levande vävnad, ofta resulterande i att en del av eller hela korallkolonin dör. Det var runt 1970-talet som man dokumenterade de första sjukdomarna som drabbade korallerna i korallrev i Karibien. Sedan dess har korallsjukdomar också dokumenterats på koraller i andra delar av världen. Beroende på sjukdom kan patogenen vara en bakterie, svamp eller protozoer. För vissa sjukdomar är patogenen inte säkert identifierad. Korallsjukdomar har identifierats på minst ett hundratal korallarter.

## Exempel på korallsjukdomar
- Black band disease (BBD), kan drabba flera olika arter av stenkoraller, främst massiva, först beskriven från Bermuda och Belize i mitten på 1970-talet, senare observerad i Röda havet och Indo-pacifiska regionen, inklusive på koraller i Stora barriärrevet, associeras med cyanobakterier, symtom är ett svart band som rör sig över korallen, den levande vävnad som drabbas dör och det vita kalkskelettet exponeras.[1][2]
- Red band disease (RBD), beskriven på stenkoraller i Karibien och associeras som BBD med cyanobakterier.[1]
- White band disease (WBD), beskriven på stenkoraller av släktet Acropora i Karibien (som Acropora palmata och Acropora cervicornis, som har förgrenade kolonier), symptom är ett vitt band som skiljer levande korallvävnad från exponerat vitt skelett (sjukdomsdrabbade områden där vävnaden dött). Sjukdomen börjar ofta vid korallkolonins bas och sprider sig ut mot topparna.[2]
- White pox disease (WPD), beskriven på Acropora palmata i Karibien, orsakas av bakterien Serratia marcescens. Symtom är vita fläckar på korallen där den levande vävnaden dött och kalkskelettet exponeras.[1]